# Teimuras Schaschiaschwili

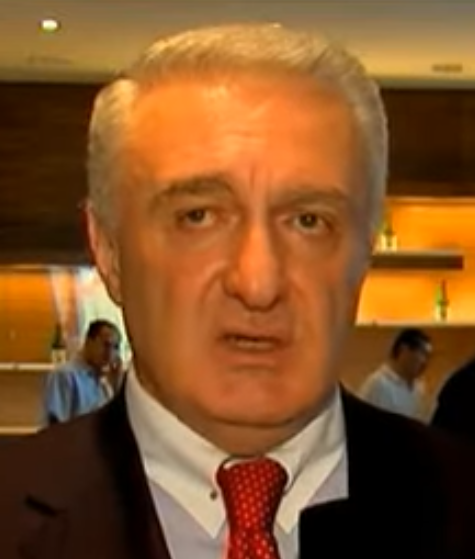
Teimuras Schaschiaschwili

Teimuras Schaschiaschwili (georgisch თეიმურაზ შაშიაშვილი; * 20. Juni 1951 in Kutaissi, Georgische SSR, UdSSR) ist ein georgischer Politiker und ehemaliger Staatsmann. Von 1995 bis 2003 war er Gouverneur der Region Imeretien.

## Biographie
Schaschiaschwili absolvierte Anfang der 1970er Jahre das Georgische Staatliche Polytechnische Institut (heute Georgische Technische Universität). Nach dem Hochschulabschluss war er eine Zeit lang in der Stadtdruckerei von Kutaissi tätig. Von 1989 bis 1991 war er Vorsitzender des Exekutivkomitees des Stadtrates von Kutaissi.
Bei den Parlamentswahlen am 11. Oktober 1992 wurde Schaschiaschwili zum Abgeordneten des georgischen Parlaments gewählt. Von 1993 bis 1995 war er der erste Bürgermeister von Kutaissi. In seine Amtszeit fielen die bürgerkriegsähnlichen Zustände in der Nähe der Stadt. Zudem erfolgte in dieser Zeit die Aufnahme der in Kutaissi befindlichen Bagrati-Kathedrale und der Klosteranlage Gelati in die Liste des UNESCO-Weltkulturerbes.
1995 wurde Schaschiaschwili von Eduard Schewardnadse zum Gouverneur der Region Imeretien ernannt. Am 20. Oktober 1998 wurde er während des Aufstands von Akakij Elijawa von den Aufständischen als Geisel genommen, später nach der Niederschlagung wieder freigelassen.
Nach der Rosenrevolution 2003 trat Schaschiaschwili von seinem Amt zurück. Bei den vorgezogenen Präsidentschaftswahlen 2004 bekam er weniger als zwei Prozent der abgegebenen Stimmen.
2009 gründete Schaschiaschwili die Partei "Tetrebi" und nahm an den Parlamentswahlen 2012 teil, konnte jedoch kein Mandat erlangen. Im Jahr 2018 kandidierte er erneut bei den Präsidentschaftswahlen und erhielt dabei nur 0,6 Prozent der Stimmen.